# Bet Cafe Arena
Bet Cafe Arena a fost o casă de pariuri din România, deținută de omul de afaceri Dinu Patriciu.
În februarie 2011, casa de pariuri avea 850 de angajați și 150 de agenții, dintre care 40 în București.
Prima unitate a fost deschisă în mai 2010.
Principalii concurenți ai companiei sunt Stanleybet, Casa Pariurilor, Public Bet și Pariloto. 
Începând din luna Mai 2018, Bet Cafe Arena și-a încetat activitatea în rețeaua de agenții stradale. Întreaga rețea de agenții face acum parte din grupul Superbet, liderul pieței de pariuri sportive din România.  